# Compresor de rotor guiado
El compresor de rotor guiado (GRC) es  compresor gas rotativo de desplazamiento positivo El volumen de compresión está definido por un rotor de giro trocoidal montado en un fuste de sección excéntrica con una eficacia adiabática típica 80 a 85%.

## Historia

Cuando el compresor de rotor guiado gira alrededor del fuste excéntrico, el rotor central bombea fluido

El desarrollo del GRC comenzó en 1990 para minimizar el uso de placas de válvulas y muelles de compresor usando puertos simples de entrada / descarga.

## Usos
El compresor de rotor guiado es debajo búsqueda como compresor de hidrógeno para estaciones de hidrógeno y transporte de hidrógeno por tubería.